# エスピリトゥサント島
エスピリトゥサント島（Espiritu Santo）はバヌアツの島であり、ニューヘブリディーズ諸島最大の島でもある。島の名前はスペイン語の聖霊からきている。島の位置は東経166.85度、南緯15.39度、面積は約3,956km2。火山活動によって形成された島であり、島の最高所はタブウェマサナ山の標高1,879mである。
島の最大の町は南東岸にあるルーガンビル。ジャッキーズブルーホールなど6つのブルーホールが知られている。

## 歴史
西洋人の来訪は、1606年にペドロ・フェルナンデス・デ・キロスらの探検隊が最初。現在の島の名前は、その際がキロスが名付けた名前に由来する。
第二次世界大戦中はガダルカナル島から800kmほどの位置にあったため、アメリカ軍の拠点となった。最重要な後方拠点の1つとなり、哨戒基地であるほか、兵力集結・整備・休養などの活動が行われ、浮きドック（乾ドック）が持ち込まれたほか、滑走路も整備された。当時は10万人規模の部隊を受け入れることが可能な設備を持ち、実際に1942年5月の基地建設から1945年9月の撤退までの間に延べ50万人もの兵士が当地を訪れた。戦後、米軍の撤退時には不要になった装備が大量に島の東側の海岸に捨てられ、現地住民はそのゴミの投棄場所を「ミリオンダラーポイント」と呼んだ（現在はダイビングスポットの一つとなっている）。
1980年のバヌアツ独立直前からエスピリトゥサント島では分離独立運動が強くなり、エスピリトゥサント島を含む3島で独立宣言がなされた（ココナッツ戦争）。これは、イギリスとフランスの共同統治領であったニューヘブリデス諸島において、イギリス系を中心とした独立運動に対し、エスピリトゥサント島ではフランス系住民の影響が強かったためである。イギリスとフランスは分離独立運動を鎮圧しなかったが、バヌアツの独立後、パプアニューギニアの支援により、バヌアツ政府によって分離独立運動は鎮圧された。

## 文化
観光客の来島は多く、ダイビングなどが行われている。西洋化が進むにつれて、土着の宗教は薄れてきており、キリスト教が普及してきている。このほか、マラリアと結核、HIVの蔓延が問題となっている。

## 交通
島内最大の都市・ルーガンビルの東側約5kmのところにサントペコア国際空港があり、バヌアツ航空による航空便が運行されている。国内線のほか、国際線としてブリスベン空港への直行便がある（2018年5月現在）。過去にはシドニーとの直行便が運行されていたこともある。